# 上田大橋
上田大橋（日语：／）是日本長野縣上田市的一座公路桥梁，承载日本18號國道的上田篠井绕道跨越千曲川（信浓川的上游），长470.1米，宽12.75米，2000年2月18日建成通车。